# Neopachylus bellicosus
Neopachylus bellicosus is een hooiwagen uit de familie Gonyleptidae.